# Wallingford, England
Wallingford är en stad och civil parish i grevskapet Oxfordshire i England, belägen vid övre Themsenfloden. 
Agatha Christie, författare av kriminalromaner, avled 1976 i staden. William Blackstone, jurist och mest känd för sitt standardverk om common law, Commentaries on the Laws of England, avled här 1780, liksom Johanna av Kent 1385.